# Lingua kxoe
La lingua kxoe (o lingua khwe) è una lingua parlata nell'Africa sudoccidentale, appartenente alla famiglia delle lingue khoisan; è considerata parte del gruppo delle lingue khoe-kwadi, ramo settentrionale delle lingue khoisan. La lingua è conosciuta con diversi altri nomi, variabili nei diversi Stati di stanziamento (mbarakwena; barakwena, barakwengo, hukwe; !hukwe; xuhwe; xu, zama, vazama, cazama, mbarakwengo, glanda-khwe, black bushman, schekere; mbara kwengo; kxoedam, khwedam, khoe, water bushmen, xun).
Il kxoe viene parlato da circa 8.000 persone appartenenti all'omonima etnia, in maggioranza cacciatori-raccoglitori, pescatori (che vengono detti per questo water-bushmen, boscimani dell'acqua) o agricoltori; sono stanziati in una vasta area nel Botswana settentrionale, nella Namibia nordorientale (dito di Caprivi) e nell'Angola sudorientale; sono presenti inoltre piccoli gruppi di parlanti nei territori di Sudafrica (circa un migliaio, profughi dall'Angola dal 1991) e Zambia (alcuni villaggi isolati nell'estremo sud del Paese).
Secondo una classificazione di Brenzinger, del 1997, la lingua kxoe può essere divisa in quattro dialetti maggiori:
- ǁxom-kxoe, o ǁxom-khwe (kxoe del fiume), lungo il corso dell'Okavango;
- ǁxo-kxoe, o ǁxo-khwe (kxoe della terra asciutta), nella parte orientale del dito di Caprivi;
- buma-kxoe, o buma-khwe (khoe del nord), parlata da gruppi di kxoe originari dell'Angola e stanziati al giorno d'oggi in Botswana e nel dito di Caprivi;
- buga-kxoe, o buga-khwe (khoe della boscaglia), parlata dai kxoe che vivono in Botswana.

Inoltre, la lingua kxoe è strettamente correlata con il ǁani (parlato in Botswana), che viene a volte considerata un dialetto del kxoe (ǁani-khwe).
Il kxoe è una lingua ancora abbastanza vitale, specialmente se comparata con altre lingue khoisan parlate dai San del deserto del Kalahari, anche se l'UNESCO la pone fra le lingue a rischio di estinzione.
Il kxoe, analogamente alle altre lingue khoisan, è una lingua tonale ed è contraddistinta dalla presenza di numerose consonanti clic (prodotte facendo schioccare la lingua contro il palato o contro i denti); nella lingua kxoe sono presenti 4 clic di base: palatale, laterale, dentale e postalveolare, mentre non viene usato il clic bilabiale.